# 三条厳子
三条 厳子（さんじょう たかこ/いずこ、観応2年（1351年） - 応永13年12月27日（1407年2月14日））は、南北朝時代・室町時代の女性。後円融天皇の後宮で、後小松天皇、珪子内親王の生母。院号は通陽門院。准三宮。父は内大臣三条公忠。

## 生涯
応安4年（1371年）、緒仁親王（後の後円融天皇）に上臈女房として入侍。三条公忠『後愚昧記』に拠れば永徳3年（1383年）、後円融上皇と足利義満との確執に巻き込まれ、2月1日には出産を終えて宮中へ戻ったところ、後円融上皇に刀の峰で殴打され、実家三条家に逃げ帰る事件が起きる。
後小松天皇の践祚後、永徳3年（1383年）11月に従二位、応永2年（1395年）4月に准三宮、同3年（1396年）7月24日に院号宣下を受けた。応永13年（1406年）12月27日、56歳で薨去した。薨去に際し、足利義満は天皇一代に二度の諒闇（天子が父母の喪に服すること）は不吉であるとして、その室日野康子を後小松天皇の准母に立てて諒闇を回避させた。

## 傷害事件

### 背景
永徳元年（1381年）8月に厳子の父の三条公忠が洛中の土地取得を希望したが、当時洛中の土地配分権を持つのは治天の後円融院であった。そこで公忠は足利義満に依頼して、公忠への土地支給を要請する武家執奏を後円融院に届けさせた。ところが後円融はこれに不快感を持ち、武家執奏を一旦却下した後に一転して「武家執奏は無視できないので土地は支給するが、代わりに厳子を追放する」と宣言した。結局、公忠が当初の土地を辞退した後に別の土地を支給することで妥協が成立した。その後に後円融院と義満の関係は悪化し、11月に後円融院が公忠に「支給した土地を返納しなければ厳子を罰する」と通告し、厳子の勧めもあり公忠は土地を返納した。
年末に、義満が後円融に対して正月儀式の費用を進上したところ、後円融はこれを突き返して「もう生きていても仕方ない」と述べるような状況となっていた。そんな中で厳子は産後養生中の出産20日目にして後円融から呼び戻されるが、これは当時としては、公忠が苛烈すぎると憤るほどの異例であった。
事件の2日前の後光厳上皇の命日に後円融が仏事を行ったところ、義満に睨まれることを恐れる殿上人らが一人も参列しない事態となる。

### 当日以降
2月1日、後円融は厳子に対して御湯殿（浴室）に参上するよう命じるが、当時の入浴はそう頻繁に行われるものでもなく、貴人の入浴の際は袴と湯巻を着用する女房たちの奉仕が必要であり、袴と湯巻の準備がないとして厳子は参上を断った。これに対して後円融は激怒し、厳子の部屋に押し入り、厳子を刀の峰で何度も激しく打ち据えた。
その後、後円融生母の広橋仲子が訪問し、後円融に酒を勧めて宥める一方、厳子が治療のために退出できるようはからった。厳子は実家の三条家に運び込まれて治療を受け、義満も医師を派遣したが、厳子の出血は翌日まで止まらず、その間に厳子は何度も気を失っている。
この事件の動機として、後円融が義満と厳子の密通を疑ったとする説がある。義満が他人の妻妾を自分の妾とする例は既に多数あり、皇族の満仁王の妾や弟の足利満詮の妻までを自分の妾としており、このことから厳子と義満の密通を後円融が疑うのも根拠があるとする。なお、この事件の3日後に、側室の按察局を義満との密通の疑いから出家させ追放している。
後円融はこの事件の2週間後に切腹未遂事件を起こし、これら一連の振る舞いによって治天の君の権威が失墜した。以降、後円融は政治的な影響力を行使することが終生なかった 。